# Ivan Franek
Ivan Franek (Plzeň, 17 giugno 1964) è un attore ceco.

## Biografia
Ivan Franek è nato a Plzeň nella Repubblica Ceca, ma nel 1989 si è spostato in Francia. Ha iniziato la sua carriera nel cinema francese, lavorando spesso anche in Italia, sia per il piccolo che per il grande schermo. Solo occasionalmente è ritornato in patria per partecipare ad alcuni film cechi come Tajnosti (2007). È conosciuto soprattutto per il ruolo di Tobias in Brucio nel vento di Silvio Soldini.

## Filmografia parziale

### Cinema
- Chaos, regia di Coline Serreau (2001)
- Brucio nel vento, regia di Silvio Soldini (2002)
- La guerre à Paris, regia di Yolande Zauberman (2002)
- Marinai perduti (Le Marins perdus), regia di Claire Devers (2003)
- Vodka Lemon, regia di Hiner Saleem (2003)
- 36 Quai des Orfèvres, regia di Olivier Marchal (2004)
- Sulla mia pelle, regia di Valerio Jalongo (2005)
- Provincia meccanica, regia di Stefano Mordini (2005)
- Il silenzio dell'allodola, regia di David Ballerini (2005)
- Sky Fighters, regia di Gérard Pirès (2005)
- L'Entente cordiale, regia di Vincent de Brus (2006)
- Le pressentiment, regia di Jean-Pierre Darroussin (2006)
- Notturno bus, regia di Davide Marengo (2007)
- Segreti (Tajnosti)], regia di Alice Nellis (2007)
- Una piccola storia, regia di Stefano Chiantini (2007)
- L'amore non basta, regia di Stefano Chiantini (2008)
- Il prossimo tuo, regia di Anne Riitta Ciccone (2008)
- Anything for Her, regia di Fred Cavayé (2008)
- L'Armée du crime, regia di Robert Guédiguian (2009)
- T.M.A., regia di Juraj Herz (2009)
- In carne e ossa, regia di Christian Angeli (2010)
- Due vite per caso, regia di Alessandro Aronadio (2010)
- Noi credevamo, regia di Mario Martone (2010)
- Isole, regia di Stefano Chiantini (2011)
- Tulpa - Perdizioni mortali, regia di Federico Zampaglione (2012)
- Ritual - Una storia psicomagica, regia di Giulia Brazzale e Luca Immesi (2013)
- La grande bellezza, regia di Paolo Sorrentino (2013)
- La Marque des anges, regia di Sylvain White (2013)
- Colette - Un amore più forte di tutto (Colette), regia di Milan Cieslar (2013)
- Se chiudo gli occhi non sono più qui, regia di Vittorio Moroni (2013)
- Noi 4, regia di Francesco Bruni (2014)
- La buca, regia di Daniele Ciprì (2014)
- Bolgia totale, regia di Matteo Scifoni (2014)
- Cloro, regia di Lamberto Sanfelice (2015)
- Fuori dal coro, regia di Sergio Misuraca (2015)
- Sangue del mio sangue, regia di Marco Bellocchio (2015)
- La leggenda di Bob Wind, regia di Dario Baldi (2016)
- Orecchie, regia di Alessandro Aronadio (2016)
- Il giovane Karl Marx (Le Jeune Karl Marx), regia di Raoul Peck (2017)
- Il permesso - 48 ore fuori, regia di Claudio Amendola (2017)
- Guarda in alto , regia di Fulvio Risuleo (2017)
- Agadah, regia di Alberto Rondalli (2017)
- Riccardo va all'inferno, regia di Roberta Torre (2017)
- Il ragazzo invisibile - Seconda generazione, regia di Gabriele Salvatores (2018)
- I nostri passi diversi, regia di Alberto Bennati (2018)
- La banda dei tre, regia di Francesco Dominedò (2019)
- Anna, regia di Luc Besson (2019)
- White Flowers, regia di Marco De Angelis e Antonio Di Trapani (2020)
- Agente speciale 117 al servizio della Repubblica - Allarme rosso in Africa nera, regia di Nicolas Bedos (2021)
- I tre moschettieri - D'Artagnan (Les trois mousquetaires: D'Artagnan), regia di Martin Bourboulon (2023)
- I tre moschettieri - Milady (Les trois mousquetaires: Milady), regia di Martin Bourboulon (2023)
- L'ultima sfida, regia di Antonio Silvestre (2025)

### Televisione
- Commissario Navarro, episodio Esclavage moderne (2000)
- Il commissario Cordier, episodio Sotto copertura (2001)
- Il commissario Maigret, episodio Maigret e l'arrampicatrice sociale (2001)
- Absolitude, regia di Hiner Saleem - film TV (2001)
- Cuore di donna, regia di Franco Bernini - film TV (2002)
- Léa Parker, episodio e ballet (2006)
- Crimini, episodio Il bambino e la befana (2007)
- Chiara e Francesco, regia di Fabrizio Costa - miniserie TV (2007)
- Quo vadis, baby?, regia di Gabriele Salvatores, episodio Requiem per Sara (2008)
- Codice Aurora, regia di Paolo Bianchini - film TV (2008)
- La scelta di Laura, regia di Alessandro Piva - serie TV (2009)
- L'ombra del destino, regia di Pier Belloni, 3 episodi (2011)
- Squadra antimafia - Palermo oggi 4 - serie TV, episodi 4x08-4x09 (2012)
- Rex 4, episodio un Colpo al cuore (2013)
- Braquo, 3 episodi (2014)
- Il sistema, regia di Carmine Elia - miniserie TV, episodio 2 (2016)
- Non uccidere, regia di Lorenzo Sportiello - serie TV, episodio 2x01 (2017)
- Una pallottola nel cuore, episodio 3x02 (2018)
- La porta rossa - Seconda stagione, regia di Carmine Elia - serie TV, 3 episodi (2019)
- Lontano da te - serie TV (2019)
- Come una madre, regia di Andrea Porporati - miniserie TV, 3 episodi (2020)
- Mare fuori, regia di Carmine Elia, Milena Cocozza, Ivan Silvestrini - serie TV (2020-2021)
- La fuggitiva, regia di Carlo Carlei - serie TV, 7 episodi (2021)
- Il re, regia di Giuseppe Gagliardi - serie TV, episodi 1x01-1x02 (2022)
- Christian, regia di Stefano Lodovichi - serie TV, 6 episodi (2022-2023)
- Noi siamo leggenda, regia di Carmine Elia – serie TV (2023)

## Doppiatori italiani
- Fabrizio Gifuni in Brucio nel vento
- Massimo De Ambrosis in Chaos
- Francesco Bulckaen in 36 Quai des Orfevrès
- Teo Bellia in Agente speciale 117 al servizio della Repubblica - Allarme rosso in Africa nera
- Christian Iansante in Tulpa - Perdizioni mortali
- Luca Ghignone in Il giovane Karl Marx
- Alessio Cigliano in La scelta di Laura